# Bristol Bolingbroke
Бристоль Болінброк (англ. Bristol Bolingbroke) — канадський двомоторний патрульний і навчальний літак, що перебував на озброєнні ВПС Канади за часів Другої світової війни. Літак був ліцензійною копією британського бомбардувальника Bristol Blenheim розробленого компанією Bristol. В Канаді виготовлявся компанією Fairchild Aircraft Ltd..

## Історія виготовлення
В 1935 році авіаційне командування видало специфікацію G.24/35 на виготовлення літака розвідника/легкого бомбардувальника для заміни Avro Arson. Компанія Bristol запропонувала використати свій проект «тип 149» - розвиток літака Bristol Blenheim з двигунами Bristol Aquila, що мало забезпечити більшу дальність польоту. Але побудову окремого літака не було продовжено, натомість для розвідки мав використовуватись «Блейхейм» Mk.I з зміненою кабіною, які отримали свій номер Mk.III.
ВПС Канади теж мали протребу в патрульному літаку, і отримали від Bristol документацію на літак. Виробництво літака, який мав номер «Блейхейм» Mk.IV і своє ім'я «Болінброк» (англ. Bolingbroke) почала компанія Fairchild Aircraft Ltd.. Перші літаки були зібрані з британських запчастин («Болінброк» Mk.I), але дуже швидко було спроектовано аналог з канадських/американських запчастин («Болінброк» Mk.IV). 

## Модифікації

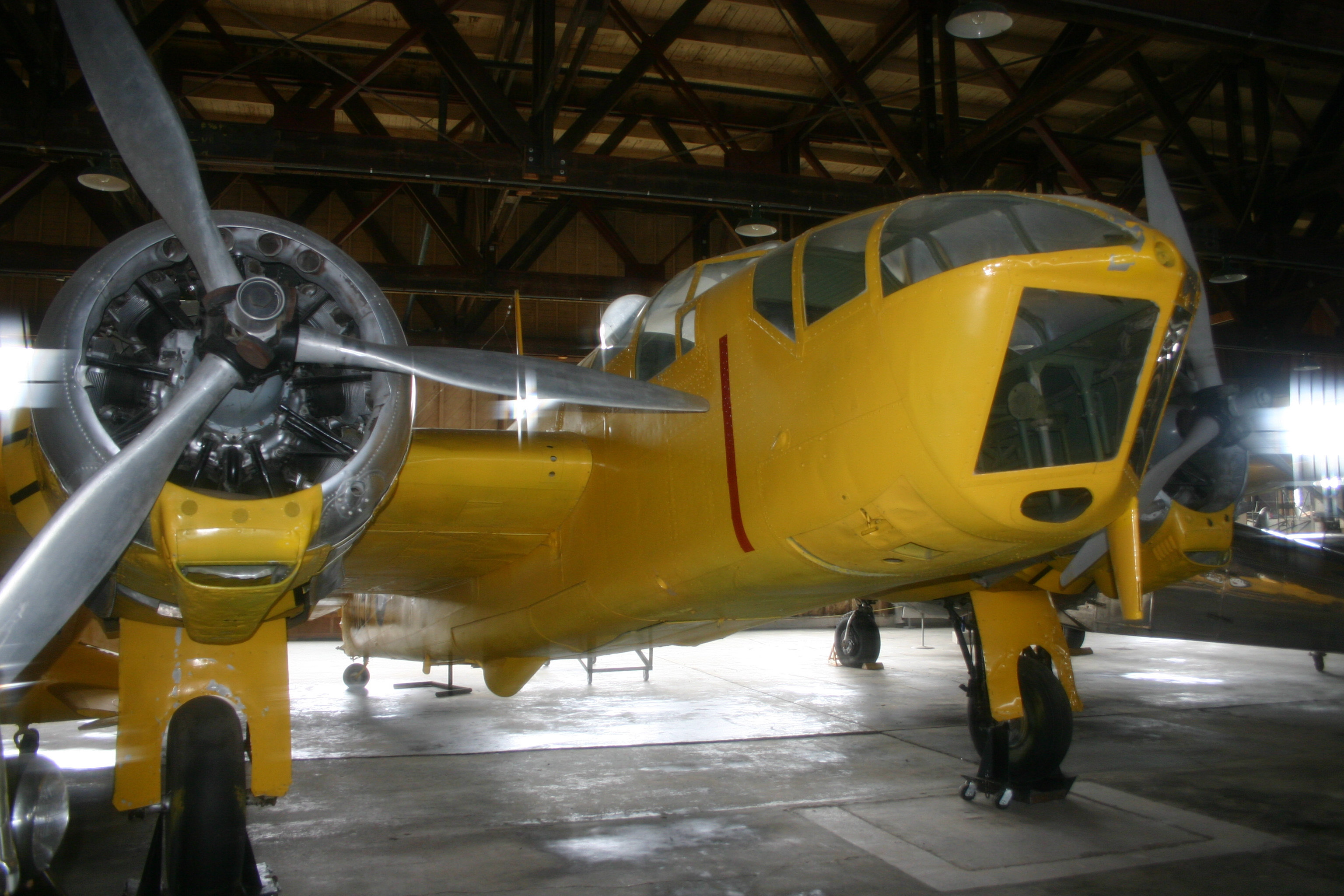
Навчальний «Болінброк» Mk.IV T в характерному камуфляжі.

- Mk.I - патрульний двомоторний літак, оснащений двигунами Bristol Mercury VIII з Британських запчастин. (18 екз.)
- Mk.II - п'ятий Mk.I виготовлений з американськими запчастинами. Прототип Mk.IV
- Mk.III - 16-й Mk.I перероблений в гідроплан.
- Mk.IV - серійна модифікація оснащена канадським і американським обладнанням. Оснащена двигунами Bristol Mercury XV (134 екз.)
  - Mk.IV W - варіант Mk.IV з двигунами Pratt & Whitney R-1535 Twin Wasp Junior потужністю 825 к.с. (15 екз.)
  - Mk.IV C - варіант Mk.IV з двигунами Wright R-1820 Cyclone потужністю 900 к.с. (1 прототип)
  - Mk.IV T - навчальний варіант Mk.IV з двигунами Bristol Mercury XV (350 екз.) або Bristol Mercury XX (107 екз.) потужністю 825 к.с. (15 екз.)

## Тактико-технічні характеристики

### Технічні характеристики
- Екіпаж: 3 особи
- Довжина: 13,03 м
- Висота: 3 м
- Розмах крила: 17,17 м
- Площа крила: 43,6 м ²
- Маса порожнього: 4470 кг
- Маса спорядження: 6250 кг
- Максимальна злітна маса: 6591 кг
- Двигуни: 2 × Bristol Mercury XV
- Потужність: 2 × 920 к. с.

### Льотні характеристики
- Максимальна швидкість: 464 км/г
- Практична дальність: 2995 км
- Практична стеля: 8230 м
- Швидкопідйомність 7,5 м/с

### Озброєння
- Кулеметне:
  - курсовий 7,7-мм кулемет М1919
  - 7,7-мм кулемет М1919 в верхній турелі
- Бомбове навантаження:
  - нормальне — 460 кг

## Застосування
«Болінброки» використовувались для патрулювання берегів Канади  в 1940-44 роках. Дві ескадрильї задіювались під час Алеутської операції. Але в основному «Болінброки» використовувались для навчання.